# 星輝美
星 輝美（ほし てるみ、1941年 - ）は、愛知県名古屋市出身の女優。本名：鎌倉はるみ。旧芸名は星 てるみ。

## 経歴
実家は材木問屋。1957年、金城学院中等部二年のとき、近鉄の車内で新東宝の佐川滉プロデューサーにスカウトされ上京。
本名の鎌倉はるみ名で数本映画出演後、1958年8月に新東宝に入社。芸名を星輝美に改名した。新東宝で多数の映画に出演した他、読売テレビのテレビドラマ『うちの奥さん 隣のママさん』にレギュラー出演するなどテレビでも幅広く活躍した。
1961年に東映と本数契約を結び、これを機に星てるみに改名。東映東京撮影所製作の現代劇、小林恒夫監督のニュー東映作品『万年太郎と姉御社員』では高倉健と共演。また東映京都撮影所製作の時代劇にも出演し、1962年、工藤栄一監督『お姫さまと髭大名』では里見浩太朗や桜町弘子らと共演。同作でお姫さま役を演じたことから、立川さゆり、北原しげみらと共に若い世代の「東映城のお姫さま」と騒がれた。しかし同作を最後に20歳で映画界を去った。
2017年10ー11月にシネマヴェーラ渋谷で「新東宝70周年記念特集Ⅱ 玉石混淆!? 秘宝発掘! 新東宝のもっとディープな世界」が開催され、10月28日にあったトークショーで55年ぶりに公の場に登場した。